# Hypercompe scribonia
A Hypercompe scribonia a rovarok (Insecta) osztályának lepkék (Lepidoptera) rendjébe, ezen belül a medvelepkefélék (Arctiidae) családjába tartozó faj.
Korábban a ma már szinonimaként használt Ecpantheria nembe tartozott, Ecpantheria scribonia név alatt.

## Előfordulása
A Hypercompe scribonia előfordulási területe Amerika nagy része. Ez a lepkefaj a kanadai Ontario tartomány déli részétől, az Amerikai Egyesült Államokbeli Új-Anglián, valamint Mexikón keresztül, egészen Kolumbiáig található meg.

## Alfajai
- Hypercompe scribonia denudata (Slosson, 1888)
- Hypercompe scribonia scribonia (Stoll, 1790)

## Megjelenése
Szárnyfesztávolsága 76 milliméter. Tejfehér színű szárnyain számos fekete folt és kör látható. A potrohának (abdomen) háti része, sötétkék narancssárga mintázattal, míg hasi része fehér jól kivehető fekete pontokkal. A hímnél a potroh oldalán vékony sárga csík húzódik. A lábai fehéren-feketén sávozottak. A hím és nőstény között jelentős a nemi kétalakúság; míg az előbbi 51 milliméter hosszú, addig az utóbbi csak 30  milliméteres.
A hernyót sűrű, fekete szőrzet borítja. A szelvényei között vörös vagy narancssárga sávok vannak; ezek jobban látszanak, amikor a hernyó veszélyben érzi magát és összegömbölyödik. Habár nagyon szőrös, az embernek nem okoz irritációt.

## Életmódja
A felnőtt állat kizárólag éjszaka tevékeny; napnyugta előtt nem repül. A hernyó számos növényfajjal táplálkozik; ezek a legfőbb táplálékául szolgáló növénynemzetségek és -fajok: murvafürt (Bougainvillea), Brassica, angyaltrombita (Brugmansia), kender (Cannabis), Citrus, kutyatej (Euphorbia), Helianthus, lonc (Lonicera), liliomfa (Magnolia), eperfa (Moraceae), banán (Musa), Paulownia, Persea, Phytolacca, útifű (Plantago), Pyrostegia, ricinus (Ricinus communis), akác (Robinia), fűzfa (Salix), orgona (Syringa), pitypang (Taraxacum), ibolya (Viola), bazsalikom (Ocimum basilicum) és kerti saláta (Lactuca sativa).

## Szaporodása
Párzás közben a hím nagy részben eltakarja a nőstényt, ami a nőstény szárnyait borító apró pikkelyeinek elhullásához vezethet; ez pedig ront a repülőképességén. A párzás akár 24 órát is eltarthat. Ezalatt a két állat alig mozog; azonban ha túl nagyon rájuk jön a napfény vagy túlságosan tartós az árnyék, a rovarok arrább mászhatnak; ilyenkor főleg a nagyobb hím húzza maga után a nőstényt.

## Képek

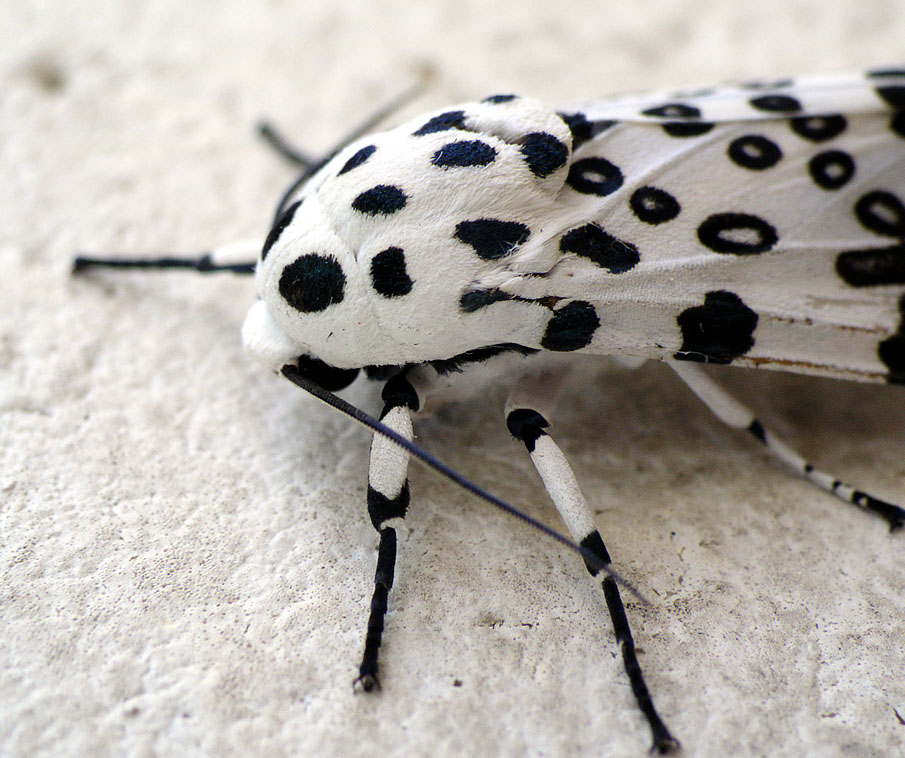
Felnőtt
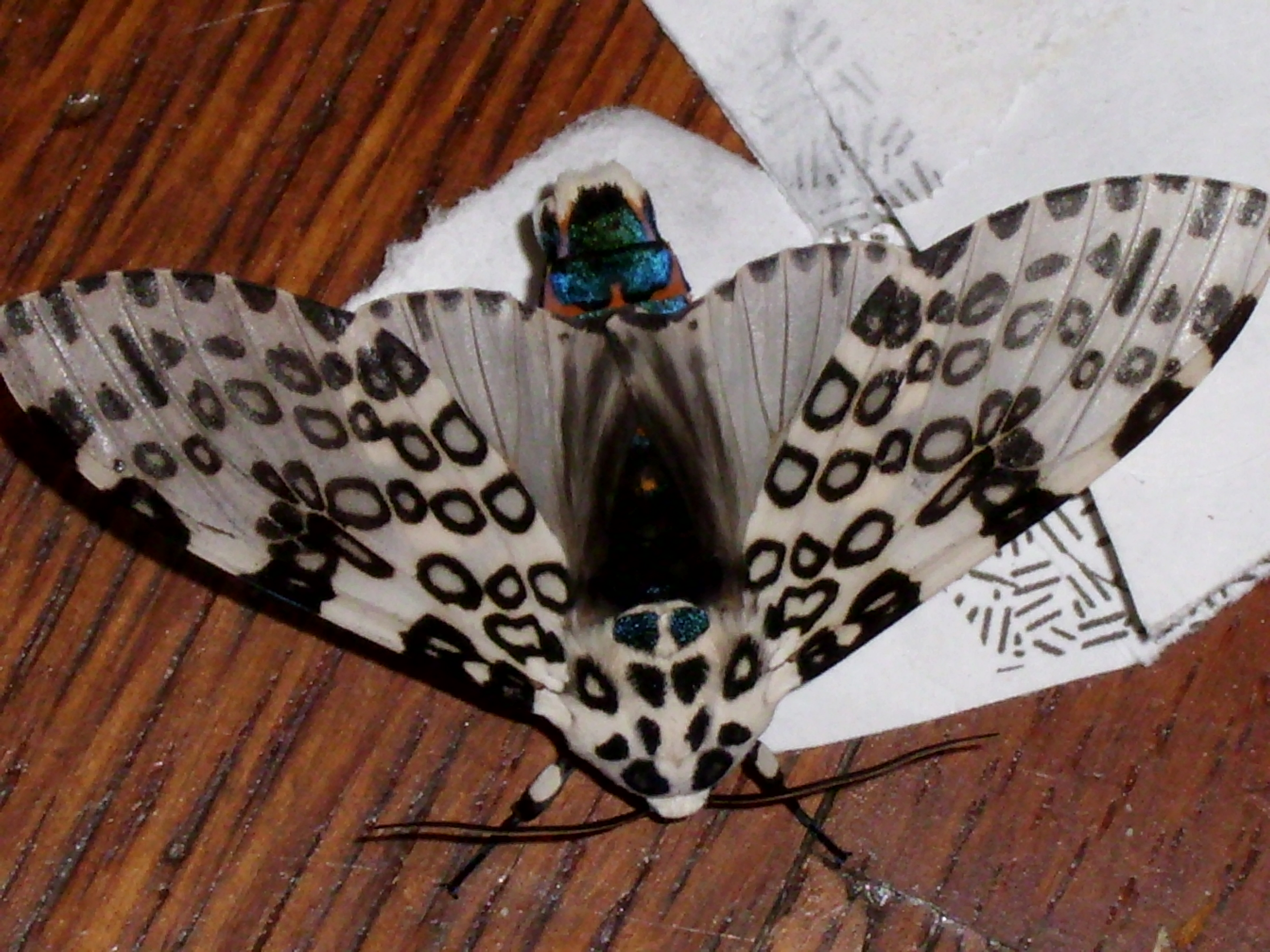
és
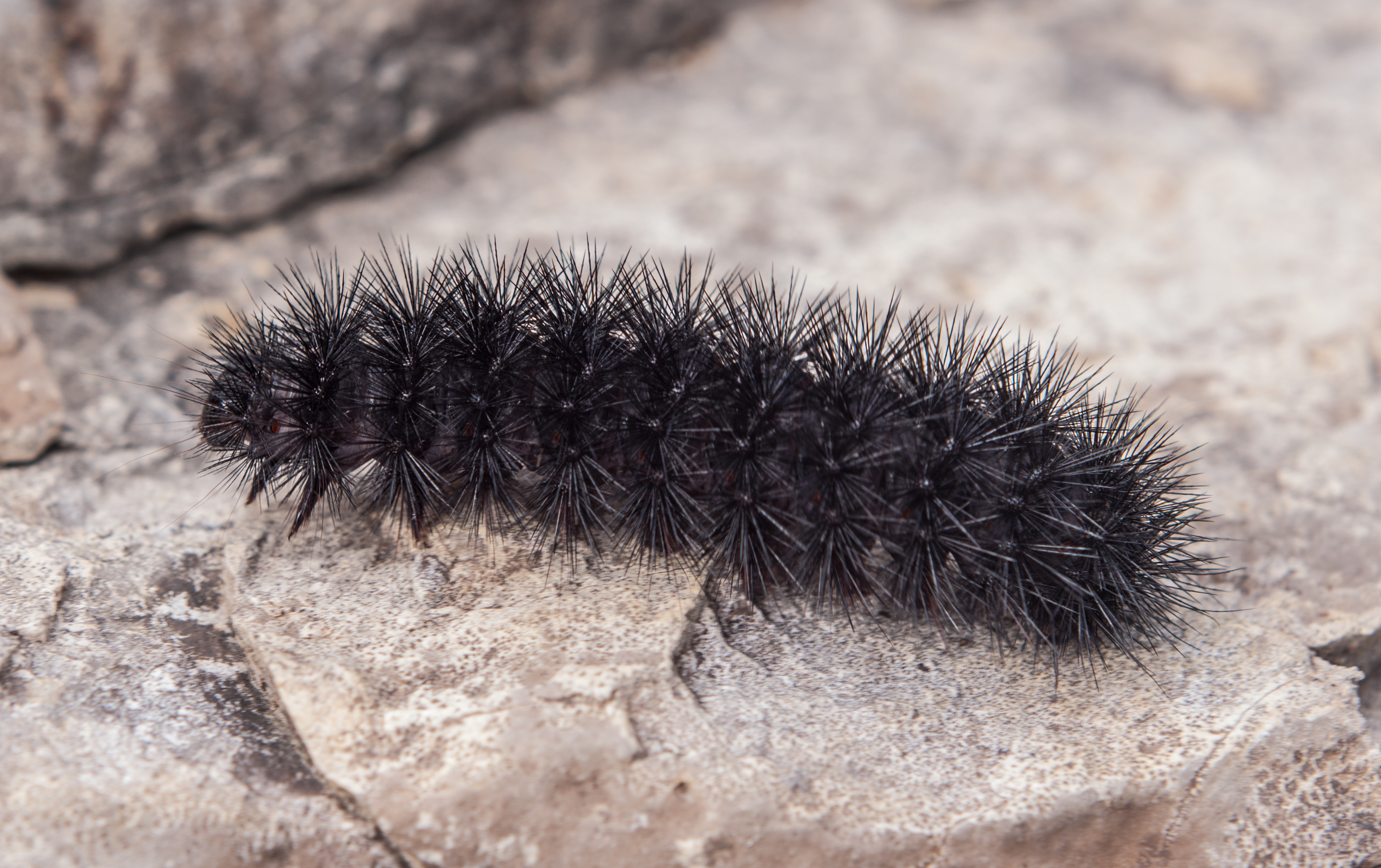
hernyó
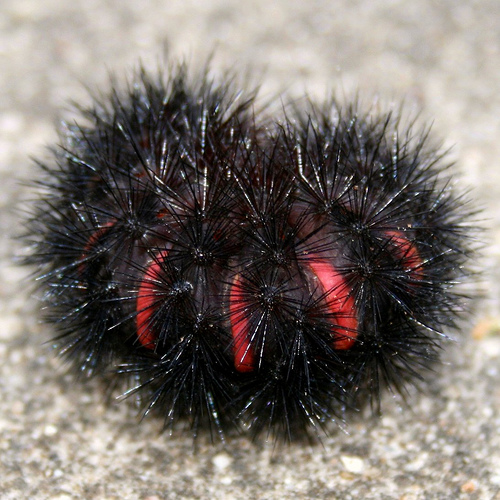

## Fordítás
- Ez a szócikk részben vagy egészben  a   Giant leopard moth című angol Wikipédia-szócikk ezen változatának fordításán alapul.  Az eredeti cikk szerkesztőit annak laptörténete sorolja fel. Ez a jelzés csupán a megfogalmazás eredetét és a szerzői jogokat jelzi, nem szolgál a cikkben szereplő információk forrásmegjelöléseként.